# エルンスト・ビーバーシュタイン
エルンスト・エミール・ハインリヒ・ビーバーシュタイン（Ernst Emil Heinrich Biberstein、1899年2月15日 - 1986年12月8日）は、ナチス・ドイツの親衛隊（SS）の将校。 アインザッツグルッペンの指揮官の一人。最終階級は親衛隊中佐 (SS-Obersturmbannführer)。

## 略歴

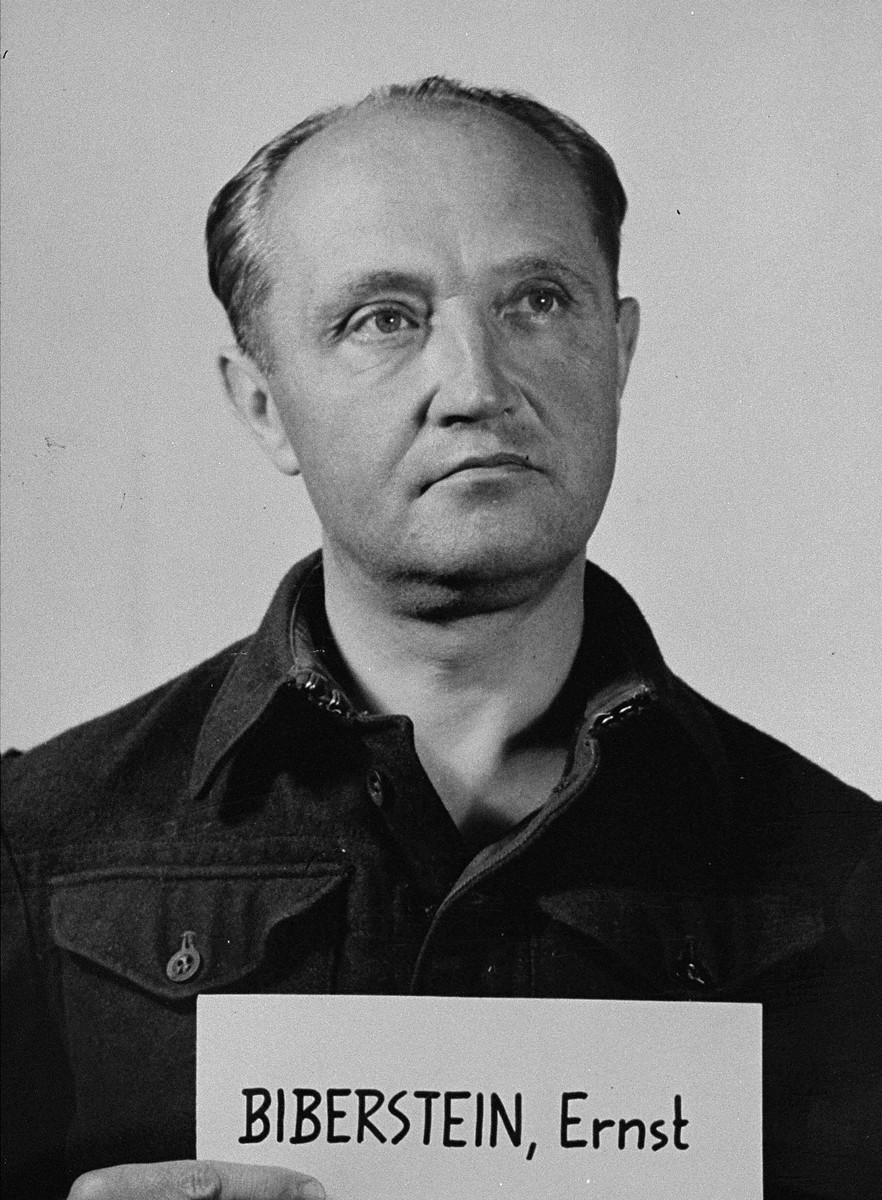
アインザッツグルッペン裁判でのビーバーシュタイン

ヒルヒェンバッハ (de:Hilchenbach) 出身。はじめエルンスト・シマノフスキ (Ernst Szymanowski) という名前だった。ミュールハイム・アン・デア・ルールで初等教育を受けた。第一次世界大戦中の1917年から1919年にかけて入隊。1919年から1921年にかけてプロテスタント神学を学ぶ。1924年12月28日にプロテスタントの牧師となる。
1926年に国家社会主義ドイツ労働者党（ナチス党）に入党。1936年9月13日に親衛隊（SS）に入隊（隊員番号272,692）し、親衛隊情報部（SD）に配属された。1940年3月から10月にかけて西部戦線に従軍した。1941年にオッペルンのゲシュタポ長官となる。同年ビーバーシュタインに苗字を変更した。
1942年6月にアインザッツグルッペンCのアインザッツコマンド6隊長に任じられた。1943年まで指揮をとり、その間、アインザッツコマンド6は、ビーバーシュタインの指揮の下、2000人から3000人を殺害した。この中にはユダヤ人が多数含まれていた。
戦後、ニュルンベルク継続裁判の一つアインザッツグルッペン裁判にかけられ、死刑判決を受けた。しかし1951年に終身刑に減刑され、1958年には釈放された。その後、一時期に聖職者に復帰していた。1986年にノイミュンスターで死去。
1978年のNBCの番組「ホロコースト」(Holocaust) では、エドワード・ハードウィックがビーバーシュタインを演じた。